# Leichtathletik-Europameisterschaften 1974/4 × 100 m der Männer

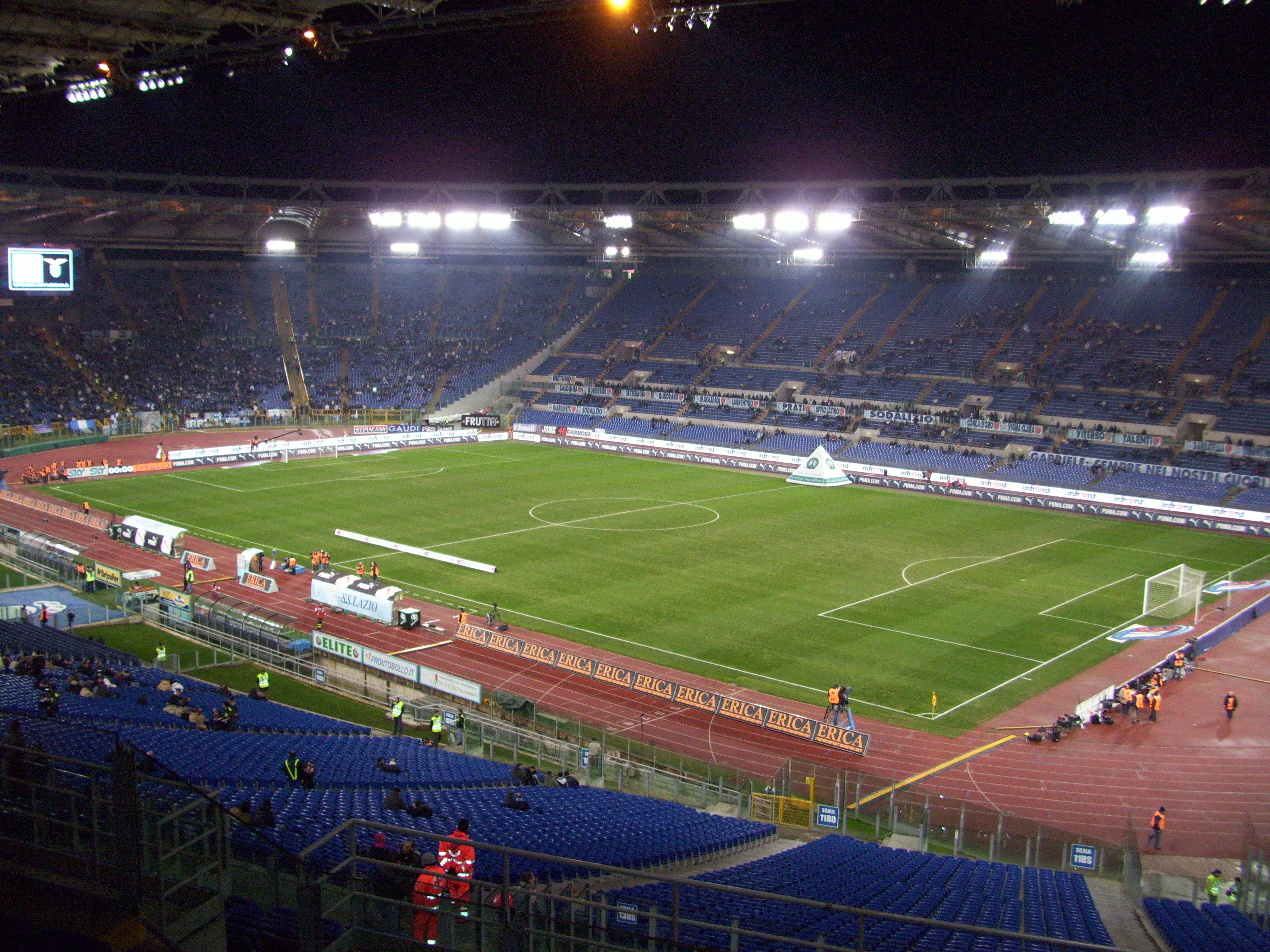
Das Olympiastadion von Rom im Jahr 2009

Die 4-mal-100-Meter-Staffel der Männer bei den Leichtathletik-Europameisterschaften 1974 wurde am 7. und 8. September 1974 im Olympiastadion von Rom ausgetragen.
Europameister wurde Frankreich in der Besetzung Lucien Sainte-Rose, Joseph Arame, Bruno Cherrier und Dominique Chauvelot.
Den zweiten Platz belegte Italien mit Vincenzo Guerini, Norberto Oliosi, Luigi Benedetti und Pietro Mennea.
Bronze ging an die DDR (Manfred Kokot, Michael Droese, Hans-Jürgen Bombach, Siegfried Schenke).

## Rekorde
Vorbemerkung:

In diesen Jahren gab es bei den Bestleistungen und Rekorden eine Zweiteilung. Es wurden nebeneinander handgestoppte und elektronisch ermittelte Leistungen geführt. Die offizielle Angabe der Zeiten erfolgte in der Regel noch in Zehntelsekunden, die bei Vorhandensein elektronischer Messung gerundet wurden. Allerdings verlor der in Zehntelsekunden angegebene Rekord immer mehr an Bedeutung. Ab 1977 hatte das Nebeneinander der Bestzeiten ein Ende, von da an wurde nur noch der elektronische gemessene und in Hundertstelsekunden angegebene Wert als Rekord gelistet.

### Offizielle Rekorde – Angabe in Zehntelsekunden

#### Bestehende Rekorde
| Weltrekord   | 38,2 s | USA (Charles Greene, Mel Pender, Ronnie Ray Smith, Jim Hines)                             | OS Mexiko-Stadt, Mexiko                        | 20. Oktober 1968   |
| Weltrekord   | 38,2 s | USA (Larry Black, Robert Taylor, Gerald Tinker, Eddie Hart)                               | OS München, BR Deutschland (heute Deutschland) | 10. September 1972 |
| Europarekord | 38,4 s | Frankreich (Gérard Fenouil, Jocelyn Delecour, Claude Piquemal, Roger Bambuck)             | OS Mexiko-Stadt, Mexiko                        | 20. Oktober 1968   |
| EM-Rekord    | 38,8 s | Frankreich (Alain Sarteur, Patrick Bourbeillon, Gérard Fenouil und François Saint-Gilles) | EM Athen, Griechenland                         | 10. September 1969 |

#### Rekordverbesserung
Die französische Europameisterstaffel verbesserte den bestehenden EM-Rekord in der Besetzung Lucien Sainte-Rose, Joseph Arame, Bruno Cherrier und Dominique Chauvelot im Finale am 8. September um eine Zehntelsekunde auf 38,7 s.

### Elektronisch gemessene Rekorde

#### Bestehende Rekorde
| Weltrekord           | 38,19 s | USA (Larry Black, Robert Taylor, Gerald Tinker, Eddie Hart)                               | OS München, BR Deutschland (heute Deutschland) | 10. September 1972 |
| Europarekord         | 38,43 s | Frankreich (Gérard Fenouil, Jocelyn Delecour, Claude Piquemal, Roger Bambuck)             | OS Mexiko-Stadt, Mexiko                        | 20. Oktober 1968   |
| Meisterschaftsrekord | 38,89 s | Frankreich (Alain Sarteur, Patrick Bourbeillon, Gérard Fenouil und François Saint-Gilles) | EM Athen, Griechenland                         | 10. September 1969 |

#### Rekordverbesserung
Die französische Europameisterstaffel verbesserte den bestehenden EM-Rekord in der Besetzung Lucien Sainte-Rose, Joseph Arame, Bruno Cherrier und Dominique Chauvelot im Finale am 8. September um zwanzig Hundertstelsekunden auf 38,69 s.

## Legende
- CR: Championshiprekord
- DSQ: disqualifiziert

## Vorrunde
7. September 1974, 10:05 Uhr
Die Vorrunde wurde in zwei Läufen durchgeführt. Die ersten vier Staffeln pro Lauf – hellblau unterlegt – qualifizierten sich für das Finale.

### Vorlauf 1
| Platz | Staffel  | Besetzung                                                          | Zeit (s) |
| ----- | -------- | ------------------------------------------------------------------ | -------- |
| 1     | Italien  | Vincenzo Guerini Norberto Oliosi Luigi Benedetti Pietro Mennea     | 39,27    |
| 2     | DDR      | Manfred Kokot Michael Droese Hans-Jürgen Bombach Siegfried Schenke | 39,33    |
| 3     | Polen    | Andrzej Świerczyński Marek Bezynski Grzegorz Mądry Zenon Nowosz    | 39,78    |
| 4     | Spanien  | Luis Sarria Juan Sarrasqueta Miguel Arnau José Luis Sánchez        | 40,01    |
| 5     | Schweden | Rolf Trulsson Per-Olof Sjöberg Dimitrie Grama Christer Garpenborg  | 40,11    |
| 6     | Finnland | Ossi Karttunen Raimo Vilén Lasse Malin Markku Juhola               | 40,20    |
| 7     | Ungarn   | Lajos Gresa Endre Lepold László Korona Tibor Farkas                | 40,36    |

### Vorlauf 2
| Platz | Staffel          | Besetzung                                                          | Zeit (s) |
| ----- | ---------------- | ------------------------------------------------------------------ | -------- |
| 1     | Frankreich       | Lucien Sainte-Rose Joseph Arame Bruno Cherrier Dominique Chauvelot | 39,24    |
| 2     | Sowjetunion      | Alexandr Korneljuk Juris Silovs Alexander Aksinin Walerij Borsow   | 39,55    |
| 3     | Bulgarien        | Ljubomir Iwanow Petar Petrow Georgi Ganchew Miroljub Stoitschew    | 39,95    |
| 4     | Tschechoslowakei | Jiří Kynos Jaroslav Matoušek Juraj Demeč Luděk Bohman              | 40,00    |
| 5     | Großbritannien   | David Roberts Alan Lerwill Chris Monk Don Halliday                 | 40,33    |
| DSQ   | BR Deutschland   | Klaus Ehl Klaus-Dieter Bieler Manfred Ommer Franz-Peter Hofmeister |          |

## Finale
8. September 1974, 17:15 Uhr
| Platz | Staffel          | Besetzung                                                          | Zeit (s) |
| ----- | ---------------- | ------------------------------------------------------------------ | -------- |
| 1     | Frankreich       | Lucien Sainte-Rose Joseph Arame Bruno Cherrier Dominique Chauvelot | 38,69 CR |
| 3     | DDR              | Manfred Kokot Michael Droese Hans-Jürgen Bombach Siegfried Schenke | 38,99    |
| 4     | Sowjetunion      | Alexandr Korneljuk Juris Silovs Alexander Aksinin Walerij Borsow   | 39,03    |
| 5     | Polen            | Andrzej Świerczyński Marek Bezynski Grzegorz Mądry Zenon Nowosz    | 39,35    |
| 6     | Spanien          | Luis Sarria Juan Sarrasqueta Miguel Arnau José Luis Sánchez        | 39,87    |
| 7     | Bulgarien        | Ljubomir Iwanow Petar Petrow Georgi Ganchew Miroljub Stoitschew    | 39,91    |
| 8     | Tschechoslowakei | Jiří Kynos Jaroslav Matoušek Juraj Demeč Luděk Bohman              | 39,92    |